# Contea di Somerset (Pennsylvania)
La contea di Somerset (in inglese Somerset County) è una contea dello Stato della Pennsylvania, negli Stati Uniti. La popolazione al censimento del 2000 era di 80 023 abitanti. Il capoluogo di contea è Somerset.

## Geografia
La contea si trova nel sud-ovest dello Stato, al confine con il Maryland. Si trova nella catena degli Allegheny e comprende il Mount Davis, il punto più alto della Pennsylvania (979 metri). La contea è attraversata da numerosi corsi d'acqua e si trovano parchi statali e diverse foreste statali.

### Contee confinanti
- Contea di Cambria - nord
- Contea di Bedford - est
- Contea di Allegany (Maryland) - sud-est
- Contea di Garrett (Maryland) - sud-ovest
- Contea di Fayette - ovest
- Contea di Westmoreland - nord-ovest

## Storia
La contea di Somerset fu creata nel 1795 da parte della contea di Bedford e prese il nome dalla contea di Somerset in Inghilterra.

### L'attentato dell'11 settembre 2001

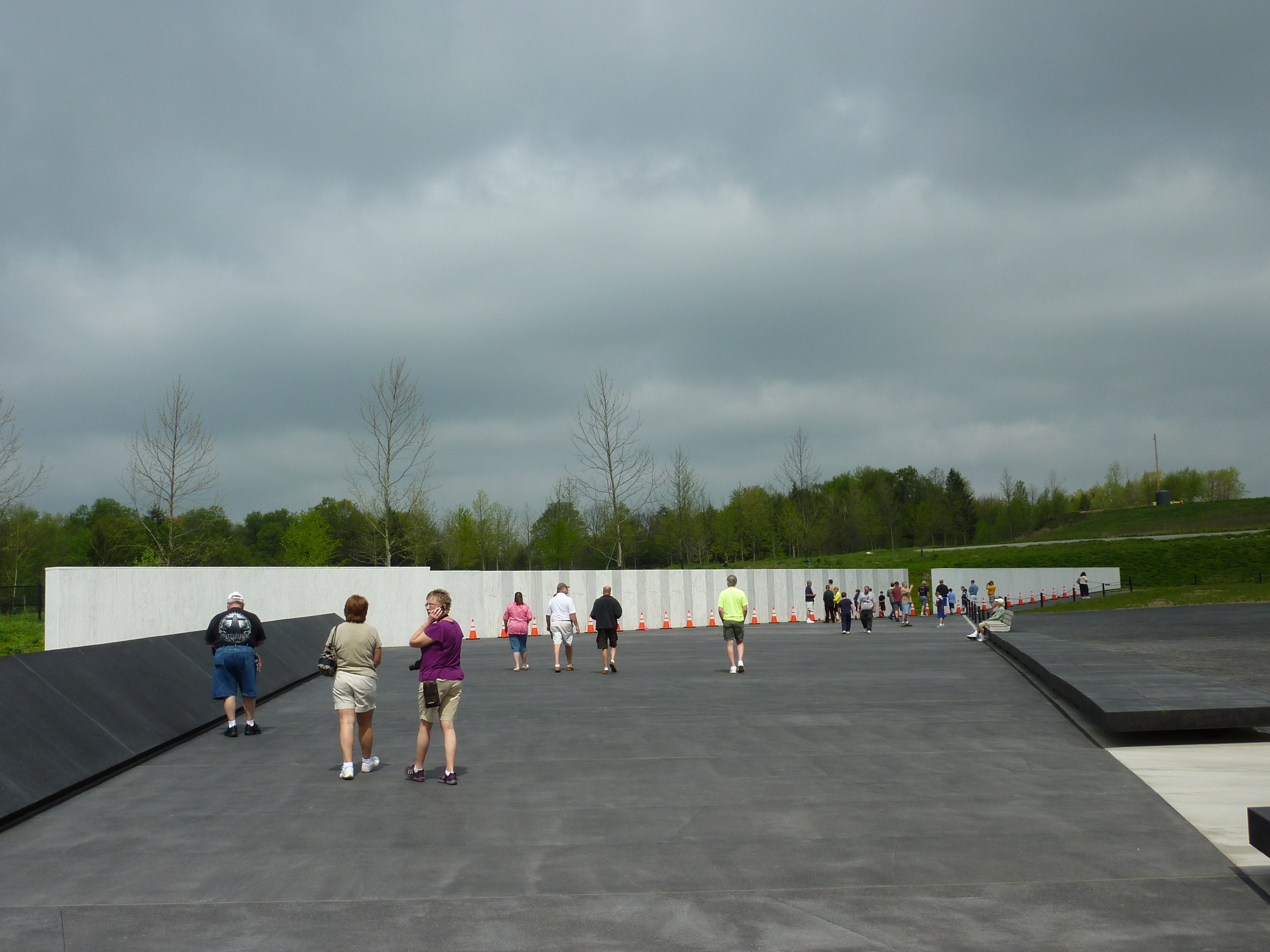
Flight 93 National Memorial

La contea balzò all'attenzione dell'opinione pubblica internazionale durante gli attentati dell'11 settembre 2001, quando uno dei quattro aerei dirottati dai terroristi islamici si schiantò in questo territorio.
Il volo United Airlines 93 si schiantò circa 3 chilometri a nord di Shanksville, vicino alla cittadina di Stonycreek. Un memoriale temporaneo era stato posto su una collina a circa 450 metri dal luogo dello schianto. Nel 2011, è stata completata la costruzione del monumento commemorativo definitivo, che abbraccia idealmente il luogo dell’impatto. All’ingresso dell’area, sulla sinistra è presente il monumento chiamato “Tower of Voices” una torre in cemento con campane metalliche che a certe condizioni del vento suonano una melodia che vuole ricordare tutte le persone che sono morte lasciando i famosi e strazianti messaggi di addio ai propri famigliari. Proseguendo poi troviamo una grossa struttura aerodinamica che rappresenta gli ultimi istanti del volo prima dello schianto con all’interno una piccola area musiva con i dettagli di quella giornata, sia per l’intera Nazione che per la cittadina in cui questa tragedia si è consumata. Più avanti, infine un’ulteriore area in cui sorge la roccia su cui si schiantò il volo United Airlines 93 e un memoriale in pietra e marmo con su scritto i nomi delle persone decedute.

## Centri abitati[7]

### Borough
- Addison
- Benson
- Berlin
- Boswell
- Callimont
- Casselman
- Central City
- Confluence
- Garrett
- Hooversville
- Indian Lake
- Jennerstown
- Meyersdale
- New Baltimore
- New Centerville
- Paint
- Rockwood
- Salisbury
- Seven Springs
- Shanksville
- Somerset (capoluogo)
- Stoystown
- Ursina
- Wellersburg
- Windber

### Township
- Addison
- Allegheny
- Black
- Brothersvalley
- Conemaugh
- Elk Lick
- Fairhope
- Greenville
- Jefferson
- Jenner
- Larimer
- Lincoln
- Lower Turkeyfoot
- Middlecreek
- Milford
- Northampton
- Ogle
- Paint
- Quemahoning
- Shade
- Somerset
- Southampton
- Stonycreek
- Summit
- Upper Turkeyfoot